# Bratova, Caraș-Severin
Bratova este un sat în comuna Târnova din județul Caraș-Severin, Banat, România.